# إعصار فرانسيس
إعصار فرانسيس كان إعصارًا استوائيًا مدمرًا أثر على العديد من دول البحر الكاريبي، وكندا الأطلسية على طول مساره خلال موسم أعاصير الأطلسي لعام 2004، ويُعد ثاني أشد الأعاصير المدارية خلال موسم أعاصير المحيط الأطلسي لعام 2004، كما يُعتبر سادس عاصفة مُسمّاة، ورابع إعصار، وثالث إعصار كبير في موسم أعاصير المحيط الأطلسي لعام 2004. عبر إعصار فرانسيس المحيط الأطلسي المفتوح في أواخر أغسطس (آب) 2004، متجهًا نحو شمال جزر الأنتيل الصغرى، وراحت قوته تشتد قبل أن تضرب أجزاؤه الخارجية بورتوريكو وجزر العذراء البريطانية أثناء مروره شمال البحر الكاريبي. بلغت أقصى سرعة للرياح المداومة لإعصار فرانسيس 145 ميلًا في الساعة (233 كم/ساعة)، وبالتالي؛ صُنّف إعصار فرانسيس كإعصار من الفئة الرابعة وفقًا لمقياس سافير-سيمبسون للأعاصير. مرت عين إعصار فرانسيس، بالتزامن مع تباطؤ حركته، فوق جزيرة سان سلفادور واقتربت جدا من جزيرة كات التابعة لجزر البهاما. كان إعصار فرانسيس هو أول إعصار يؤثر على أرخبيل جزر البهاما بأكمله منذ عام 1928، وقد دمر الإعصار اقتصادها الزراعي بالكامل تقريبًا.
مر إعصار فرانسيس فوق الأجزاء الوسطى من ولاية فلوريدا بالولايات المتحدة الأمريكية بعد ثلاثة أسابيع من إعصار تشارلي، مما تسبب في أضرار جسيمة لمحصول الحمضيات في الولاية، وأدى إلى إغلاق المطارات والمدارس الرئيسية، والاضطرار إلى إلغاء مباراة كرة قدم جامعية. ثم تحرك إعصار فرانسيس لفترة وجيزة قبالة ساحل فلوريدا، في اتجاه شمال شرق خليج المكسيك، وضرب اليابسة الأمريكية للمرة الثانية، وبالتحديد منطقة فلوريدا بانهاندل، قبل أن يتسارع باتجاه الشمال الشرقي عبر شرق الولايات المتحدة الأمريكية بالقرب من جبال الأبلاش ومتجها إلى كندا الأطلسية بينما أخذت قوته تضعف. ترافق إعصار فرانسيس مع تفشي كبير للأعاصير عبر شرق الولايات المتحدة الأمريكية، والتي بلغ عددها الإجمالي 103 إعصارًا مؤكدًا، وهو ثالث أكبر عدد من الأعاصير الناتجة عن إعصار استوائي، خلف إعصار بيولا الذي حدث عام 1967 وأنتج 115 إعصارًا. وبالتزامن مع إعصار فرانسيس البطيء الحركة والكبير نسبيًا، هطلت أمطار غزيرة جدًا، مما تسبب في نشوء فيضانات ضربت كل من ولاية فلوريدا وولاية كارولينا الشمالية. وقد أدى ذلك إلى مقتل 50 شخصاً وقُدرت قيمة الأضرار والخسائر المادية بحوالي 10.1 مليار دولارًا أميركيًا (بأسعار 2004).